# Manuel Lillo

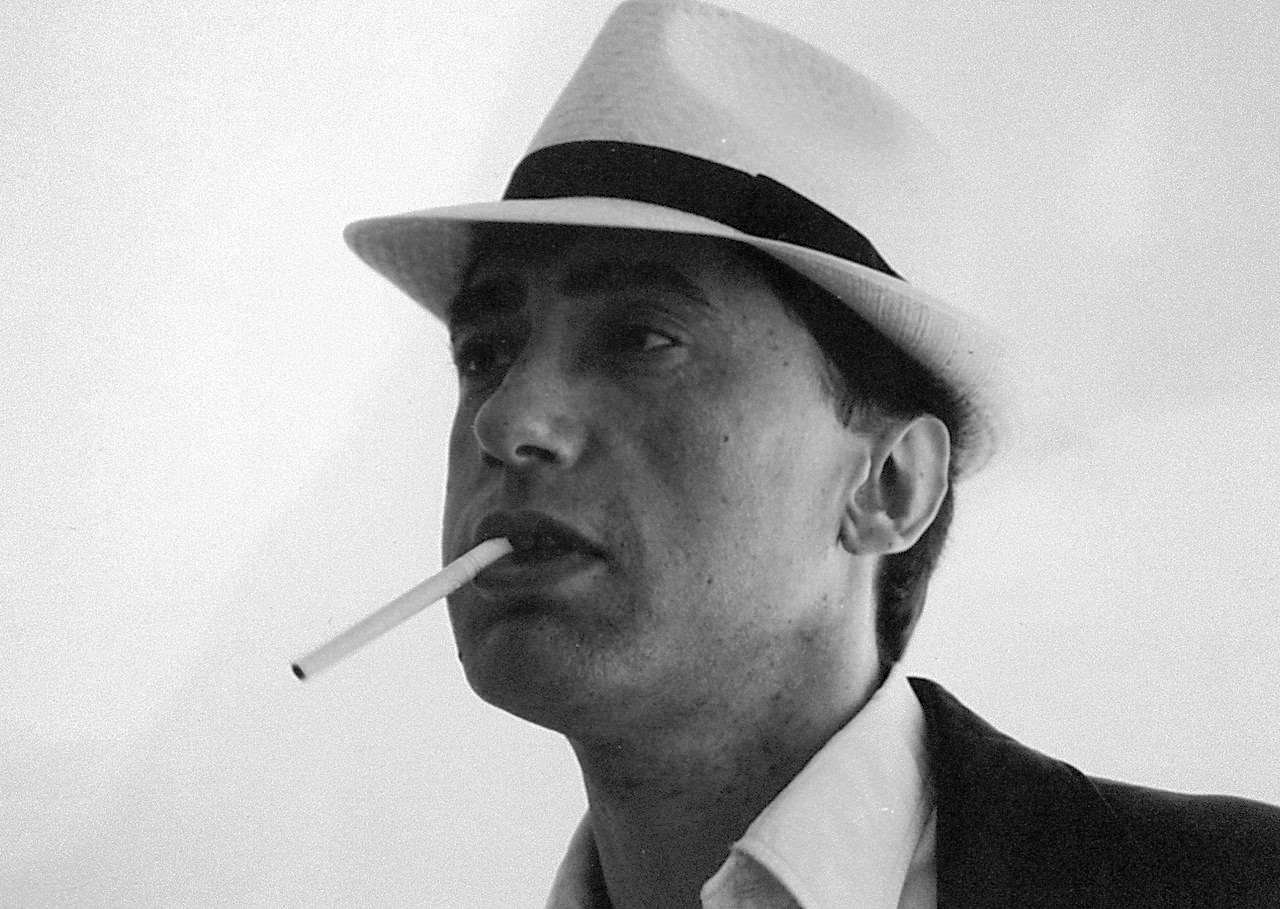
Manuel Carlos Lillo

Manuel Carlos Lillo del Valle, conocido como Manuel Lillo (Madrid, 1944 - Villafranca del Panadés, Barcelona, 18 de febrero de 2012) fue un actor, director y maestro teatral español.

## Biografía
Tras pasar su infancia y primera juventud en Madrid, en 1961 se va a Buenos Aires a formarse como actor en el estudio de Carlos Augusto Fernandes. La primera obra en la que tuvo un papel principal fue Cementerio de automóviles, de Fernando Arrabal, en la que también hizo de ayudante de dirección, estrenada en Buenos Aires en 1969. En 1974 pasa una temporada en París. En 1976 vuelve a España y se asienta en Barcelona, aunque haría varias idas y venidas más a Argentina. En 1980 hizo su primer montaje como director: La Pareja de Eduardo Rovner. En 1983 dirigió La Metamorfosis de Franz Kafka esta vez en Montevideo. En su estancia por tierras argentinas conocería al entonces exiliado Miguel Gila con quien haría una buena amistad y quién le recomendaría que fuera a Barcelona. A principios de los 80 se instalaría definitivamente en Barcelona. En 1981 abre su primer estudio de teatro como profesor junto a Jorge Vera en la calle Blanqueria del barrio del Borne en Barcelona, que después pasaría a la calle México, donde se quedaría hasta su cierre.
Vinculado desde el principio al Teatro Fronterizo con José Sanchis Sinisterra y con la sala Beckett actúa en dicho teatro por primera vez en 1989 con Informe sobre ciegos. También presentaría en la sala Veus familiars, Perdida en los Apalaches, Mísero Próspero, El vagabund, Dos tristes tigres, Un ligero malestar, Privado, Yepeto y Cartas de amor a Stalin . En 1990 dirige Andante amoroso en el Teatre Malic, ahora desaparecido. En 1994 vuelve a su Madrid natal para hacer la obra El sueño de la razón de Buero Vallejo y volvería dos años más tarde también para hacer Martes de Carnaval de Valle-Inclán dirigida por Mario Gas. En el estudio de la calle México pasarán muchos actores y actrices como Eduard Fernández, Vicenta Ndongo, Pere Ponce, Francesc Orella, Victor Pí, Sergi López, Lloll Beltran, Xavier Ruano, Montse Esteve, Magda Puyo o Txiki Berraondo quien tras su paso como alumna por el estudio se quedaría también como profesora en 1986. De su paso por el Teatre Lliure nos deja Así que pasen cinco años, Troilus i Cressida, Cartas de amor a Stalin, La controversia de Valladolid, 2666 y El ángel exterminador su última obra como actor en 2008.
Fue dirigido por directores como Mario Gas, Alex Rigola, Joan Ollé, Ramón Simó, Xavier Albertí o Carles Alfaro. Y ha compartido escena con actores como Lina Lambert, Manuel Dueso, Lluis Soler, Nora Navas, Vicenta Ndongo, Jordi Rico, Pere Arquillué, David Selvas, Julio Manrique, Ernesto Collado, Daniela Feixas, Marc Martínez, Ferran Lahoz y un largo etcétera.
En 2010 cierra su estudio situado en la calle México de Barcelona y se retira a vivir a una casa tranquila cerca de Villafranca del Panadés (Barcelona).
En 2012 muere en Villafranca del Panadés dejando una obra a medio escribir basada en el poema de Goethe Elegía de Marienbad coescrita junto a Raquel Loscos y que iba a ser interpretado por ésta y la actriz Sil de Castro. 
El 10 de junio de 2013 fue llevado a cabo un homenaje en su honor en la Sala Beckett de Barcelona.

## Obra

### Obras de teatro como actor y sala donde se estrenó
- 69/70 - Cementerio de automóviles de Fernando Arraval (Buenos Aires)
- 82/83 - MobyDick de Herman Melville, CTT (L´Hospitalet de Llobregat)
- 84/85 - Conquistador o El retablo de El Dorado de J.Sanchis Sinisterra, Aliança del Poble Nou (Barcelona)
- 89/90 - Informe sobre ciegos de Ernesto Sabato, Sala Beckett (Barcelona)
- 89/90 - Veus familiars de Harold Pinter, Sala Beckett (Barcelona)
- 90/91 - El Chal de David Mamet, SAT (Barcelona)
- 90/91 - Perdida en los Apalaches de José Sanchis Sinisterra, Sala Beckett (Barcelona)
- 92/93 - Mísero Próspero de José Sanchis Sinisterra, Sala Beckett (Barcelona)
- 93/94 - El Vagabund de Enzo Cormann, Sala Beckett (Barcelona)
- 93/94 - Dos tristes tigres de José Sanchis Sinisterra, Sala Beckett (Barcelona)
- 94/95 - El sueño de la razón de Antonio Buero Vallejo, Teatro Maria Guerrero (Madrid),
- 94/95 - Informe sobre ciegos de José Sanchis Sinisterra, Sala Beckett (Barcelona)
- 95/96 - Martes de Carnaval de Ramón Mª del Valle-Inclán, Teatro Maria Guerrero (Madrid)
- 96/97 - Un ligero malestar de Harold Pinter, Sala Beckett (Barcelona)
- 96/97 - Camino de Nueva York de Federico García Lorca , Festival Grec (Barcelona)
- 97/98 - Privado de Lluïsa Cunillé, Sala Beckett (Barcelona)
- 98/99 - Así que pasen cinco años de Federico García Lorca, Teatre Lliure (Barcelona)
- 99/00 - Yepeto de Roberto Cossa, Sala Beckett (Barcelona)
- 00/01 - Cartas de amor a Stalin de Juan Mayorga, Sala Beckett (Barcelona)
- 01/02 - Troilus i Cressida de William Shakespeare, Teatre Lliure (Barcelona)
- 01/02 - Cartas de amor a Stalin de Juan Mayorga, Teatre Lliure (Barcelona)
- 00/01 - Más extraño que el paraíso de Xavier Albertí, Festival Grec (Barcelona)
- 04/05 - La controversia de Valladolid de Jean-Claude Carrière, Teatre Lliure (Barcelona)
- 07/08 - 2666 de Roberto Bolaño, Teatre Lliure (Barcelona)
- 08/09 - El ángel exterminador de Luis Buñuel, Teatre Lliure (Barcelona)

### Obras de teatro como director y sala donde se estrenó
- 75/76 - La Pareja, de Eduardo Rovner. Teatro Pairó (Buenos Aires)
- 83/84 - La Metamorfosis de Franz Kafka (Montevideo)
- 85/86 - Nekrossov de Jean Paul Sartre, Teatro Príncipe.
- 89/90 - Veus familiars de Harold Pinter, Sala Beckett (Barcelona)
- 90/91 - Andante amoroso de Pilar Alba y Pere Peyró, Teatre Malic (Barcelona)
- -Como agua en el agua de Manuel Lillo (Barcelona)·

### Apariciones en series de TV
- 2004: Rapados
- 2000: Periodistas – Me lo han dicho tus akais
- 1997: Estació d'enllaç – Aires de la pampa

### Películas
- 1997 Gracias por la propina (Francesc Bellmunt)
- 1994 L’enfonsament del Titanic (Antonio Chavarrías)
- 1989 Una ombra en el jardí (Antonio Chavarrías)
- 1988 Daniya, jardín del harem (Carles Mira)
- 1986 Pasión lejana (Jesús Garay)